# Blue Mound State Park

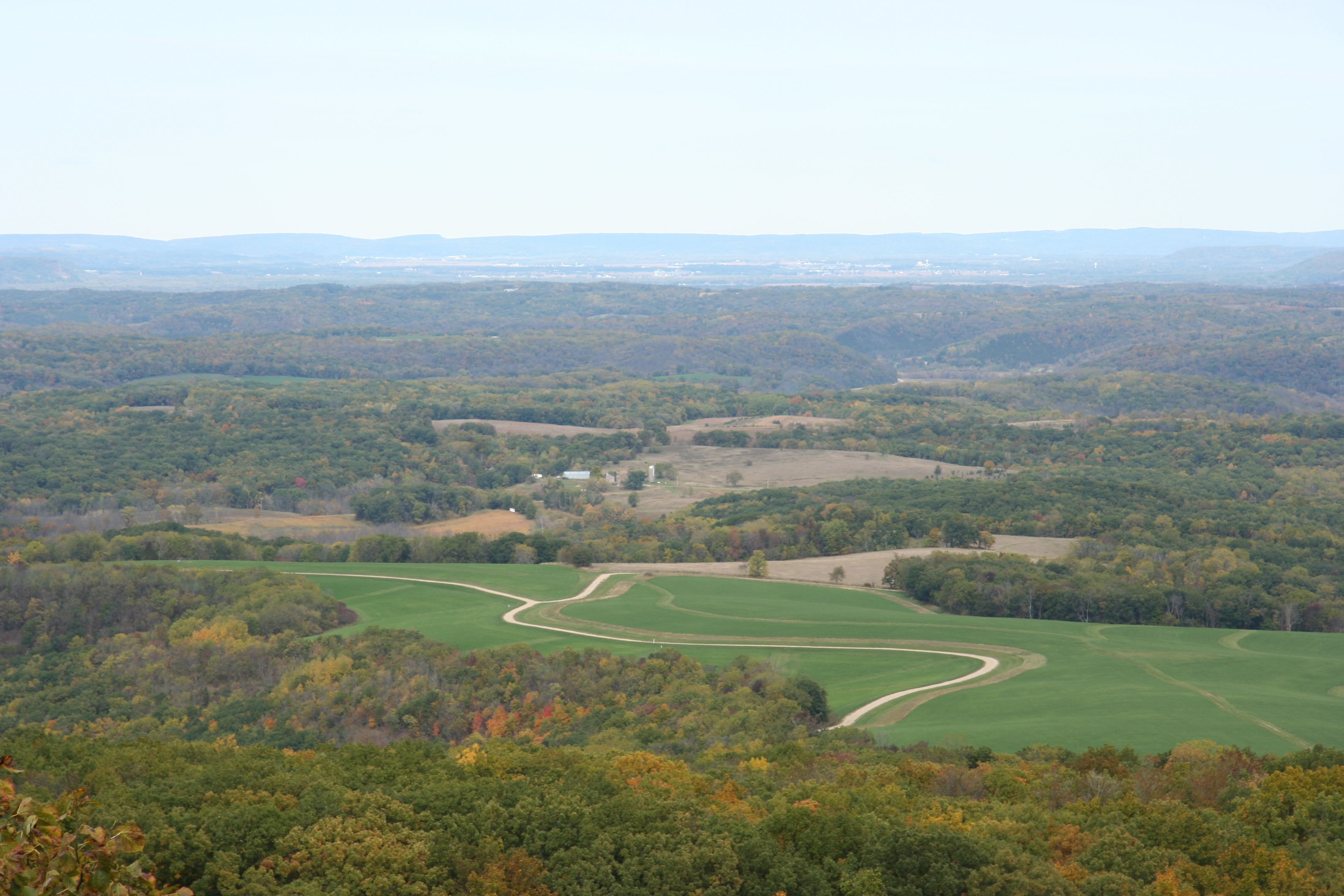
Blick vom Aussichtsturm

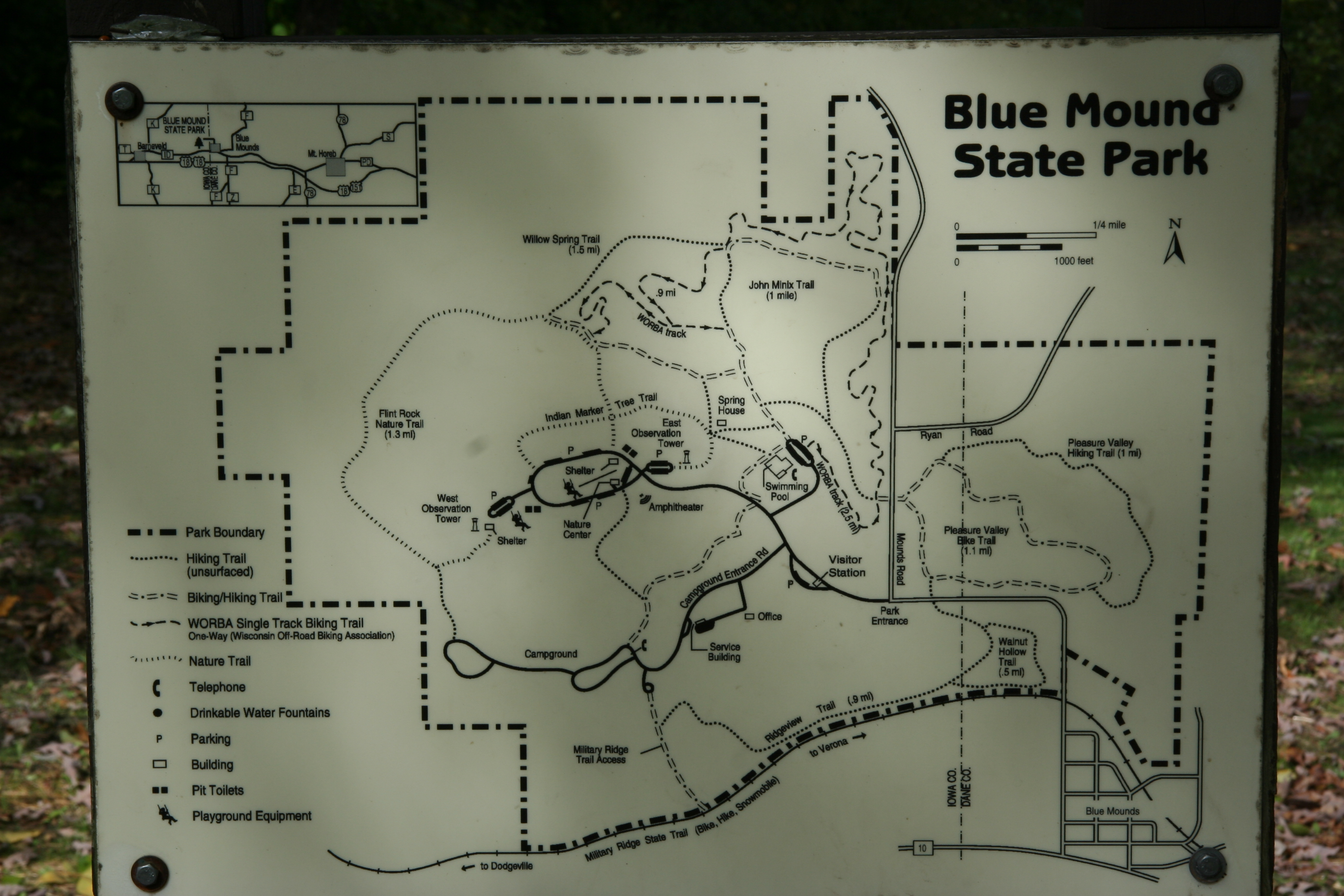
Karte des Blue Mound State Park

Der Blue Mound State Park ist ein State Park in den Counties Iowa und Dane in der Nähe des Ortes Blue Mounds im US-Bundesstaat Wisconsin.

## Geographie
Er wird im Norden durch das Tal des Wisconsin River sowie die Baraboo Range, im Westen und Süden durch die Driftless Area sowie die Stadt Madison im Osten begrenzt.

## Geologie
Der State Park wurde nach dem Berg West Blue Mound (523 m) benannt, besteht aus Dolomit. Der Inselberg entstand durch die Erosion des umgebenden weicheren Gesteins.

## Fauna
Neben dem größten im State Park lebenden Säugetier, dem Weißwedelhirsch, gibt es auch noch Dreizehnstreifen-Erdhörnchen, Fuchs-, Grau- und Streifenhörnchen sowie Waldmurmeltiere und Waschbären. Seltener sind dagegen Baumwollschwanzkaninchen, Gleithörnchen, Fledertiere, Kojoten, Opossums, Präriemaulwurfsgrillen, Stinktiere und Wiesel sowie Rot- und Graufüchse. Weiterhin kommen diverse Mäusearten vor (Hausmaus, Hüpfmäuse, Spitzmäuse, Weißfußmäuse, Wiesenwühlmaus und Zwergmaus). Manchmal kommen im State Park auch Dachse vor.
Während der letzten Eiszeit kamen Mastodonten vor, die von Paläoindianern gejagt wurden. Vor der Besiedlung durch die Europäer gab es in diesem Gebiet auch Bisons, Fischermarder, Kanadische Luchse, Pumas, Rotluchse, Schwarzbären, Wapitis und Wölfe.

## Flora
Im Blue Mound State Park blühen von April bis Juni verschiedene Blumen wie Arisaema triphyllum, Dodecatheon, Erdbeere, Geranium maculatum, Hahnenfuß, Hartriegel, Kapuzen-Herzblume, Kirschen, Leberblümchen, Sanguinaria canadensis, Schildförmiges Fußblatt, Veilchen und Windröschen.
Im Frühjahr blühen außerdem die Amerikanische Weiß-Eiche, die Roteiche sowie das Schuppenrinden-Hickory. An der Nord- und Ostseite des Parks blühen die Blumen wegen des kühleren und feuchteren Mikroklimas in der Regel zwei Wochen später. In diesem Klima fühlen sich Borretsch, Farne und Heidelbeeren wohl.
Weiterhin gibt es folgende Pflanzen: Gelber Frauenschuh, Waldlilien und Wildingwer. Von Juli bis Herbst blühen dagegen in den Hickory- und Eichenwäldern an der Nordseite Desmodium, Hexenkräuter, Kletten, Odermennige, Süßdolden. Von Juli bis September blühen neben verschiedenen Grasarten auch Astern, Durchwachsene Siliphien, Goldruten, Kompasspflanzen und Prachtscharten.

## Wanderwege
Neben dem durch den State Park führenden Military Ridge State Trail, der von Fitchburg nach Mineral Point verläuft, gibt es weitere 20,8 Kilometer Wanderwege.